# 대한민국의 탄도 미사일 개발
한반도에서 분할된 대한민국과 북한은 휴전 이후부터 탄도유도탄 개발 경쟁을 벌이고 있다.

## 1970-80년대
- 1971년 12월 27일- 박정희 대통령은 오원철 경제수석을 통해 국방과학연구소(ADD)에 극비 메모를 전달함. 내용은 1975년 이전 국산화를 목표로 사거리 200km 이내 유도탄 개발이었다.
- 1978년 9월 26일- 한국형 지대지 유도탄인 백곰 미사일(NHK-1)이 시험발사 성공.
- 1979년 8월 29일- 미국 하원의원 Anthony C. Beilenson은 국무장관 사이러스 번스에 편지를 썼다. "한국이 아틀라스 센타우르 프로그램의 제원, 설계도, 조립부품 등을 LA의 미국 회사로부터 입수하려고 한다"면서 "이미 대기권 재돌입시 타지 않는 노즈콘의 재료, 합금, 유도장치는 입수했다고 들었다"고 썼다.[1][2]
- 1981년 - 국방과학연구소가 미사일 담당 부소장 이하의 고급 엔지니어를 대량 해직했다.
- 1984년 - 전두환 대통령이 1983년 아웅산 묘역 테러 사건에 대한 북한 보복차원으로 사거리 180km 백곰 개량형인 사거리 180km 현무-1 미사일 개발을 지시했다.
- 1985년 - 현무1 미사일(NHK-2) 개발 완료
- 1986년 - 금성정밀에서 현무-1(NHK-2 )양산 시작
- 1987년 - 현무1 미사일(NHK-2) 실전 배치 시작
- 1987년 - 미국 주도로 미사일 기술 통제 체제(MTCR)가 성립함

## 1990년대
- 1993년 6월 4일 - 한국은 1단 고체연료 로켓인 과학로켓 1호(KSR-1)를 개발, 발사했다. 이것이 탄도 미사일로 사용되면 200 kg의 탄두에 사거리 150 km 정도가 될 것으로 판단된다. 단 유도장치가 없어 전용이 불가능하다.[3]
- 1997년 - 과학로켓 2호(KSR-2)가 발사되었다. Jane's Strategic Weapons Systems는 "미확인 보고서는 KSR-2가 사거리 100km에서 900 km 정도의 탄도 미사일로 전용될 수 있을 것으로 추측한다"고 보도했다.[4][5]
- 1998년 8월 31일, 북한이 대포동 1호를 발사해 한국 등에 대포동 쇼크가 발생했다.
- 1998년 - 미국의 첩보위성이 한국 정부가 미국 쪽에 통보하지 않고 만든 로켓 추진체 시험용 시설을 찾아냄.[6]
- 1998년 12월 2일 - 1998년 12월 2일부터 2001년 11월 10일까지 3년간 대한민국 국가정보원에서 고철화된 러시아 ICBM의 엔진을 비롯한 주요부품을 반입했다는 사업가의 주장이 2011년 모 신문[7]에 보도되었었고, 1998년 국가정보원이 폐기화된 SS-18, SS-19, SS-25 재료들을 수입하여 이를 역분석했다고 2012년 1월 시사저널은 보도하였다.
- 1999년 4월 10일 - 대한민국 국방부는 황해 연안에서 자체 개발한 현무2 미사일을 시험 발사했다고 밝혔다. 국방부의 한 고위간부는 이날 『국방과학연구소가 발사한 미사일의 고도는 38km, 사거리는 40km』라고 밝혔다.[8] 1999년 4월에 시험 발사한 현무2 미사일은 48km밖에 나가지 않았으나, 이는 미국과의 관계를 의식해 미사일 연료를 다 채우지 않았기 때문일 뿐 실제 사거리는 480km를 웃도는 것으로 미국 정부 관리들은 믿고 있다.[9] 참고로 1971년 박정희 대통령이 1976년까지 개발하라고 지시했던 모델이다.

## 2000년대
- 2001년 3월 26일 - 한국이 미사일 기술 통제 체제(MTCR)에 33번째 국가로 가입. MTCR은 탄도 미사일에 대해서는 사거리 300km, 탄두 중량 500㎏으로 제한하나, 순항 미사일에 대해서는 탄두 중량 500㎏ 이하만 요구할 뿐 사거리는 제약하지 않는다. 핵을 탑재할 시 핵탄두의 최소 중량이 500㎏이기 때문에 이러한 제약이 생겨났다.[10]
- 2001년 11월 10일 - 러시아 ICBM인 SS-18, SS-19, SS-25를 국정원이 1998년부터 2001년 11월 10일까지 3년간 3개의 엔진을 고철로 밀반입하는데 성공했다는 이야기를 2012년 1월 시사저널은 보도하였다.[11]
- 2004년 10월 8일 - 대한민국 국군 관계자는 사거리 300km인 현무2 미사일이 전방 모 부대 등에 100여 기 이상 실전 배치된 상태라고 설명했다.
- 2005년 - 한국은 고체연료 로켓의 경우는 초당 100파운드 추력 이상의 발사체를 개발하지 못하게 되어 있다.[12]
- 2006년 7월, 사거리 300km의 현무2 미사일 실전배치 되었다.
- 2009년 - 한국이 사거리 500km인 현무2 미사일을 중부 미사일 기지와 동부 미사일 기지에 실전배치했다.[13]

## 2010년대
- 2012년 4월 19일 - 현무2 미사일 최초 공개
- 2012년 10월 7일 - 대한민국, 미사일지침(NMG) 개정으로 탄도 미사일의 탄두중량은 500kg으로 증가, 사거리는 800km로 연장되었다.
- 2015년 6월 3일 - 사거리 500km 탄도 미사일 첫 시험발사 (2015년 말부터 실전 배치)[14]
- 2017년 11월 7일 - 미사일 탄두 중량 제한 해제

## 2020년대
- 2020년 현무-4 개발 완료 되었다.
- 2020년 1월 29일 - 민간용(비군사용) 고체연료 발사체의 제한 해제.
- 2021년 5월 22일 - 미국과의 정상회담에서 대한민국의 미사일 사거리 제한을 해제, 이로서 한미 미사일 지침을 42년만에 종료시켰다. 대한민국이 스스로 미사일 주권을 가지게 됨.
- 2021년 9월 15일 - 고위력 탄도미사일을 개발 완료했다.

## 같이 보기
- 대한민국의 로켓 개발
- 현무 미사일
- 현무3 미사일
- MTCR
- 한미NMG개정
- 조선민주주의인민공화국의 대량 살상 무기